# Александрюк Віктор Ілліч
Ві́ктор Іллі́ч Александрю́к (30 вересня 1922, Курськ, СРСР — 11 вересня 1991, Курськ, Російська Федерація) — радянський льотчик-винищувач, в роки Німецько-радянської війни — гвардії старший лейтенант, командир ланки 176-го гвардійського винищувального авіаційного полку 16-ї повітряної армії 1-го Білоруського фронту, Герой Радянського Союзу, капітан.
За час своєї служби здійснив 252 бойові вильоти для супроводу бомбордувальників, прикриття наземних військ та полювання на літаки. Провів 69 повітряних боїв і збив особисто 15 ворожих літаків, 4 у складі групи, серед яких були один ХШ-126, сім ФВ- 1, сім ФВ-1, два МЕ-110. Сам жодного разу не був збитий, поломок та аварій не мав.
Був наймолодшим учасником війни на початковому етапі, щоб потрапити до авіашколи, він приписав собі один рік. Єдиний серед льотчиків-винищувачів Героїв Радянського Союзу, хто так і не вступив до КПРС. Брав участь в обороні Ленінграда.

## Життєпис
Народився 30 вересня 1922 року в місті Курськ у сім'ї робітника. 1940 року закінчив 10 класів школи № 7  Курська. Вчився літати в Курському аероклубі.
Під час призову в армію у 1940 р. приписав собі один рік, оскільки на той момент, йому ще не було 18 років. У Червоній армії з червня 1940 року. 1941 року закінчив Чугуївську військову авіаційну школу льотчиків. Служив у стройових частинах ВПС (Приволзький військовий округ).
З червня 1941 р. по травень 1942 р. — льотчик 13-ї окремої винищувальної авіаційної ескадрильї (ППО м. Сизрані); з травня по жовтень 1942 — льотчик 171-го винищувального авіаційного полку (Брянський фронт), з березня по жовтень зробив 98 бойових вильотів. Провів 30 повітряних боїв, збив два літаки, один Ю-88, один Ме-109, а в групі збив ще чотири літаки. Брав участь в обороні Тули та Воронежа.

З грудня 1942 до травня 1945 — льотчик, командир ланки 19-го (з серпня 1944 року — 176-го гвардійського) винищувального авіаційного полку (Воронезький, 1-й Український та 1-й Білоруський фронти). Брав участь у Острогозько-Россошанській та Воронезько-Касторненській операціях, у звільненні Правобережної України, Білорусії, Прибалтики та Польщі, у штурмі Берліна. До травня 1945 р. здійснив понад 300 бойових вильотів на винищувачах МіГ-3, Ла-5 і Ла-7, провів понад 70 повітряних боїв, в яких збив особисто 15-21 та у складі групи 3 літака противника. З 1943 року відомим у Олександрюка літав Герой Радянського Союзу А. Ф. Васько. Сам був відомим у Героя Радянського Союзу Івана Вишнякова.
Указом Президії Верховної Ради СРСР від 29 червня 1945 року за мужність і героїзм, виявлені в боях, гвардії старшому лейтенанту Олександрюку Віктору Іллічу присвоєно звання Героя Радянського Союзу з врученням ордена Леніна та медалі «Золота Зірка»6 (№ 7). 
Після війни продовжував службу в стройових частинах ВПС (у Московському військовому окрузі, на Далекому Сході), командував авіаційною ескадрильєю. У 1950 році був направлений до Китаю для участі у війні в Північній Кореї проти авіації ВПС США, проте важко захворів і не брав участі у вильотах. З 1951 служив заступником командира авіаескадрильї в Прикарпатському військовому окрузі. З червня 1953 капітан Александрюк — в запасі. Жив у Курську, довгий час працював начальником автовокзалу. Помер 11 вересня 1991 року і був похований на Нікітському цвинтарі.

## Нагороди
- Медаль «Золота Зірка» Героя Радянського Союзу (№ 7696)
- Орден Леніна (1945)
- Три ордени Червоного Прапора (1943, 1944, 1945)
- Орден Вітчизняної війни І ступеня (1985)
- Орден Червоної Зірки (1948)
- Медалі (зокрема медаль «За відвагу» (1944))

## Пам'ять
- Похований на Нікітському цвинтарі в Курську.
- У Курську на будинку, в якому жив Герой, встановлено меморіальну дошку.[1]